# Violinkonzert e-Moll (Mendelssohn)
Das Violinkonzert e-Moll op. 64 (MWV O 14) ist ein klassisches Orchesterwerk des Komponisten Felix Mendelssohn Bartholdy. Bereits im Juli 1838 hatte Mendelssohn seinem Freund, dem Geiger Ferdinand David, angekündigt: „Ich möchte Dir wohl auch ein Violinkonzert machen für nächsten Winter; eins in e-moll steht mir im Kopfe, dessen Anfang mir keine Ruhe läßt.“
Sechs Jahre später, im Jahre 1844, wurde das Violinkonzert in Bad Soden vollendet. Uraufgeführt wurde es am 13. März 1845 in Leipzig mit Ferdinand David als Solist.
Bereits im Jahr 1822 im Alter von 13 Jahren hatte Mendelssohn ein Violinkonzert in d-Moll geschrieben. Das von Mendelssohn verworfene Jugendwerk wurde durch Yehudi Menuhin der breiten Öffentlichkeit zugänglich gemacht.

## Orchestrierung
Solovioline, 2 Flöten, 2 Oboen, 2 Klarinetten, 2 Fagotte, 2 Hörner, 2 Trompeten, Pauken, I. Violine, II. Violine, Viola. Violoncello, Kontrabass

## Zur Musik
Mendelssohns Violinkonzert beinhaltet einige kompositorische Neuerungen. So enthält es beispielsweise eine bis dahin unübliche nahtlose Überleitung vom ersten zum zweiten Satz. Auch erklingt das Hauptthema des ersten Satzes im Soloinstrument, der Violine, und nicht, wie sonst üblich, im Orchester. Außerdem lässt Mendelssohn die Kadenz entgegen den Gewohnheiten nicht am Ende des ersten Satzes erklingen, sondern bereits in der Durchführung.

### 1. Satz (Allegro molto appassionato)

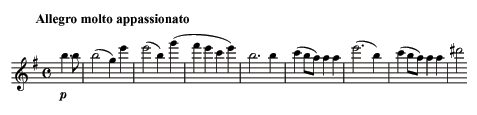
Beginn des 1. Satzes

Nach einer kurzen Einleitung des Orchesters setzt die Violine bereits im zweiten Takt mit einem schwungvollen Thema ein, das im Hintergrund von den Streichern begleitet wird; während der Entwicklung des Themas meldet sich das Orchester mit kurzen, aber bestimmten Tutti zu Wort. Im Anschluss übernimmt das Orchester das Thema der Violine und variiert es, woran sich ein Dialog der Violine mit abwechselnd den Streichern und dann den Bläsern anschließt. Danach ist es an den Bläsern, eine Variation des Themas aufzugreifen, die von der Violine wiederholt wird und mit Begleitung der Bläser, die ihre Variation zwischendurch kurz wiederholen, weiterentwickelt wird. Plötzlich wiederholt die Violine, diesmal energischer, ihr Hauptthema und probiert unter Begleitung des Orchesters wie getrieben alle möglichen Variationen. Ein Crescendo des Orchesters beendet die Variationen; nun ist die Violine mit der Kadenz an der Reihe. Nach der Kadenz wiederholt das Orchester im Piano das Hauptthema des Satzes und wird dabei in schnellem Arpeggio vom Solisten begleitet. Die Violine übernimmt es, das Thema zu variieren; nach einer Weile treten abwechselnd die Bläser und die Streicher als Begleitung hinzu. Ein Dialog zwischen Violine und Orchester führt langsam aber sicher zu einer Reihe kraftvoller Akkorde, die dem Fagott die Aufgabe übertragen, zum zweiten Satz überzuleiten.
1. Satz, allegro molto appassionato.ⓘ Es spielt das Fuldaer Symphonische Orchester.

### 2. Satz (Andante)

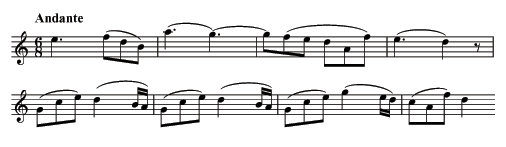
Beginn des 2. Satzes

Nachdem die Überleitung des Fagotts von den Streichern fortgesetzt wird, meldet sich die Violine mit einem sehnsuchtsvollen Thema zu Wort, dessen Entwicklung durch die Violine von den Streichern begleitet wird. In der Satzmitte steht eine dahinfließende Melodie des Orchesters, die von der Violine wiederholt und mit einem schmerzlichen Unterton variiert wird. Diese Variationen werden vom Orchester unter Begleitung der Violine aufgegriffen. Die Violine fährt unter Begleitung des Orchesters mit den Variationen fort, bis sie schließlich ihr Hauptthema des zweiten Satzes aufgreift. Die friedvolle Weiterentwicklung der Melodie führt zum Ende des Satzes, der durch die Solovioline markiert wird.
2. Satz, andante.ⓘ Es spielt das Fuldaer Symphonische Orchester.

### 3. Satz (Allegretto non troppo – Allegro molto vivace)

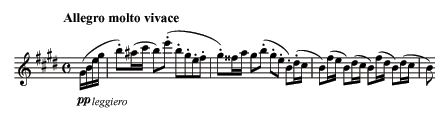
Beginn des 3. Satzes

Nach einer Einleitung durch die Violine erklingt eine Bläserfanfare; diese wird von einer heiteren Melodie der Violine gefolgt. Es entspinnt sich ein lebhafter Dialog zwischen Violine und Orchester, bis dieses mit einem neuen Thema aufwartet, das von der Violine aufgenommen und variiert wird. Dies mündet wiederum in einen lebhaften Dialog zwischen Violine und Orchester, bis die Violine wieder ihre heitere Melodie vom Anfang des Satzes spielt und mit Begleitung der Streicher weiter entwickelt, wobei sich das Orchester auch mit seinem Thema zu Wort meldet. Akkorde von Violine und Orchester beenden das Konzert.
3. Satz, allegro molto vivace.ⓘ Es spielt das Fuldaer Symphonische Orchester.

## Wirkung
Das Violinkonzert war von Anfang an ein Erfolg und gehört inzwischen zu Mendelssohns populärsten Werken. Im 19. Jahrhundert, an dessen Ende es bereits zu den größten Violinkonzerten in der Literatur gezählt wurde, gehörte es zum Repertoire von führenden Violinisten wie Ferdinand David, Joseph Joachim und Pablo de Sarasate. Auch nachfolgende Komponisten wie Jean Sibelius und Peter Tschaikowski ließen sich beispielsweise von der ungewöhnlichen Platzierung der Kadenz inspirieren.

## Trivia

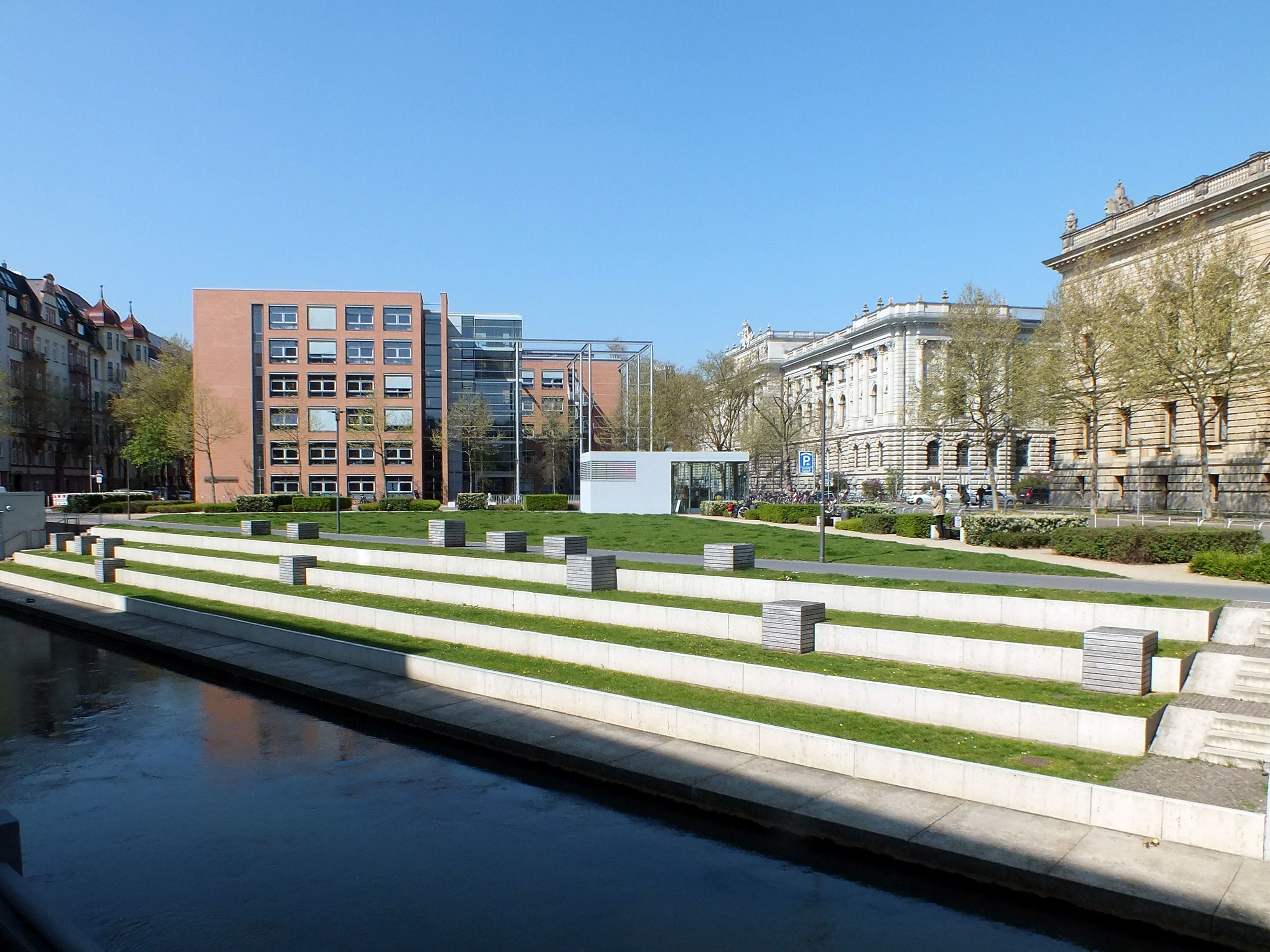
Das Mendelssohn-Ufer in Leipzig mit den stilisierten Noten des Konzerts

2007 wurde in Leipzig der seit den 1950er Jahren überwölbte Pleißemühlgraben wieder geöffnet und der Uferbereich in der Nähe des ehemaligen Gewandhauses als Mendelssohn-Ufer benannt. Auf der terrassenförmig gestalteten Nordseite wurden hölzerne Sitzelemente postiert. Sieht man die Stufen als Notenlinien an, dann entspricht die scheinbar wahllose Anordnung der Holzelemente den Noten des Anfangsthemas des ersten Satzes aus Mendelssohns Violinkonzert e-Moll.